# Бернабе, Анхель
Анхель Бернабе Акоста (исп. Ángel Bernabé Acosta; род. 11 августа 1987) — испанский футболист, выступающий на позиции вратаря.

## Клубная карьера
Родившийся в Веладе, в провинции Толедо, Бернабе играл за местные клубы города, в 18-летнем возрасте перешёл в мадридский Атлетико, где играл за молодёжный состав. В сезоне 2008/09 Бернабе был заявлен за первую команду, однако продолжал играть за Атлетико B.
В июне 2009 года Бернабе перешёл из Атлетико в Саламанку из второго испанского дивизиона. За первые два года в клубе Бернабе провёл только семь матчей; дебют за клуб в кубке Испании состоялся 2 сентября 2009 года: Саламанка в домашнем матче сыграла вничью 1:1 против Кастельона.

## Международная карьера
Бернабе играл в составе юношеской сборной Испании на чемпионате Европы 2006, где Испания заняла первое место.
В следующем году Бернабе был заявлен за сборную Испании на чемпионате мира среди молодёжных команд 2007.

## Достижения
Сборная Испании по футболу до 19 лет
Чемпионат Европы до 19 лет2006